# Куткозеро
Куткозеро — пресноводное озеро на территории Важинского городского поселения Подпорожского района Ленинградской области.

## Общие сведения
Площадь озера — 0,8 км², площадь водосборного бассейна — 50,2 км². Располагается на высоте 109,8 метров над уровнем моря.
Форма озера лопастная, продолговатая: оно немного вытянуто с запада на восток. Берега изрезанные, каменисто-песчаные, местами заболоченные.
С запада в Куткозеро впадает река Юлонда, берущая начало из Ладвозера.
Из восточного залива Куткозера вытекает река Кутка, впадающая в реку Мужалу. Последняя впадает в реку Важинку, правый приток Свири.
Населённые пункты вблизи водоёма отсутствуют.
Код объекта в государственном водном реестре — 01040100711102000015266.